# Альбер, Жозеф Жан-Батист
Жозеф Жан-Батист Альбер (фр. Joseph Jean-Baptiste Albert; 28 августа 1771, Гийестр — 7 сентября 1822, Оффенбах-ам-Майн) — французский военный деятель, дивизионный генерал (1812 год), барон (1810 год), участник революционных и наполеоновских войн. Имя генерала выбито на Триумфальной арке в Париже.

## Биография
Сын королевского нотариуса Жана-Батиста Альбера. Поступил на военную службу в 1-й батальон волонтёров Верхних Альп 1 декабря 1791 года и 14 декабря был выбран своими сослуживцами лейтенантом 7-й роты. За бравую службу в рядах Армии Пиренеев был награждён почётным оружием — саблей и пистолетами. Получил право доставить Директории флаги, захваченные у испанцев во время кампании. Затем он вошел в состав штаба Брестского лагеря в 1799 году, а затем стал адъютантом генерала Ожеро.
Позже в звании полковника он служил в Оффенбахе, где познакомился со своим арендодателем, Петером Бернаром (французским гугенотом), и соблазнил его дочь Лили и жену в апреле 1802 года.
В январе 1804 года был назначен заместителем начальника штаба Брестского лагеря у генерала Ожеро. С началом Австрийской кампании выполнял функции первого адъютанта маршала Ожеро. Блестяще проявил себя в сражениях при Йене и Голымине. 12 января 1807 года был произведён в бригадные генералы, и возглавил 1-ю бригаду 1-й пехотной дивизии 7-го армейского корпуса. Был ранен в сражении при Прейсиш-Эйлау. После расформирования корпуса, 21 февраля 1807 года стал командиром 4-й бригады гренадерской дивизии Удино, и участвовал в осаде Данцига.
Во 2-ю австрийскую кампанию командовал гренадерской бригадой. Отличился в сражениях при Эсслинге и Ваграме. В 1810 году был определён в состав обсервационного корпуса Голландии, а также выполнял функции коменданта острова Горе.
В Русской кампании 1812 года командовал с 25 декабря 1811 года 1-й бригадой 6-й пехотной дивизии 2-го армейского корпуса маршала Удино. 31 июля Альбер проявил себя при Якубове. В ходе переправы через Березину его бригада первой пересекла мост и отбросила русских, сам Альбер был ранен пулей в голову.
21 ноября 1812 года был произведён Наполеоном в дивизионные генералы. С 4 мая 1813 года командовал 10-й пехотной дивизией в 3-м армейском корпусе. 8 сентября его дивизия вошла в состав 5-го корпуса. С 20 октября по 18 ноября 1813 года временно командовал всем 5-м корпусом. В 1814 году сражался под командой маршала Макдональда в составе 11-го армейского корпуса. При первой Реставрации — адъютант герцога Орлеанского. Во время «Ста дней» последовал за герцогом в Лилль, затем возвратился в Париж и 14 апреля 1815 года был назначен командиром 16-й пехотной дивизии 5-го обсервационного корпуса Рейнской армии. После второй Реставрации возвратился к обязанностям адъютанта герцога Орлеанского, и 30 октября 1818 года вышел в отставку.

## Воинские звания
- Лейтенант (14 декабря 1791 года);
- Командир батальона (21 июня 1798 года);
- Полковник штаба (30 декабря 1801 года);
- Бригадный генерал (12 января 1807 года);
- Дивизионный генерал (21 ноября 1812 года).

## Титулы

Герб барона.

- Барон Альбер и Империи (фр. baron Albert et de l'Empire; декрет от 19 марта 1808 года, патент подтверждён 14 апреля 1810 года)[3].

## Награды
Легионер ордена Почётного легиона (5 февраля 1804 года)
 Офицер ордена Почётного легиона (14 июня 1804 года)
 Командор ордена Почётного легиона (31 мая 1809 года)
 Командор ордена Железной короны (24 августа 1809 года)
 Великий офицер ордена Почётного легиона (10 августа 1813 года)
 Кавалер военного ордена Святого Людовика (1814 год)